# Coppingford
Coppingford – przysiółek w Anglii, w hrabstwie Cambridgeshire, w dystrykcie Huntingdonshire, w civil parish Upton and Coppingford. Leży 35 km na północny zachód od miasta Cambridge i 100 km na północ od Londynu. W 1931 roku civil parish liczyła 29 mieszkańców. Coppingford jest wspomniana w Domesday Book (1086) jako Copemaneforde.